# Chiesa di Santa Maria Assunta (Santa Maria Maggiore)
La chiesa di Santa Maria Assunta è la parrocchiale di Santa Maria Maggiore, comune della Val Vigezzo, in provincia del Verbano-Cusio-Ossola e diocesi di Novara; fa parte dell'unità pastorale della Val Vigezzo.

## Storia

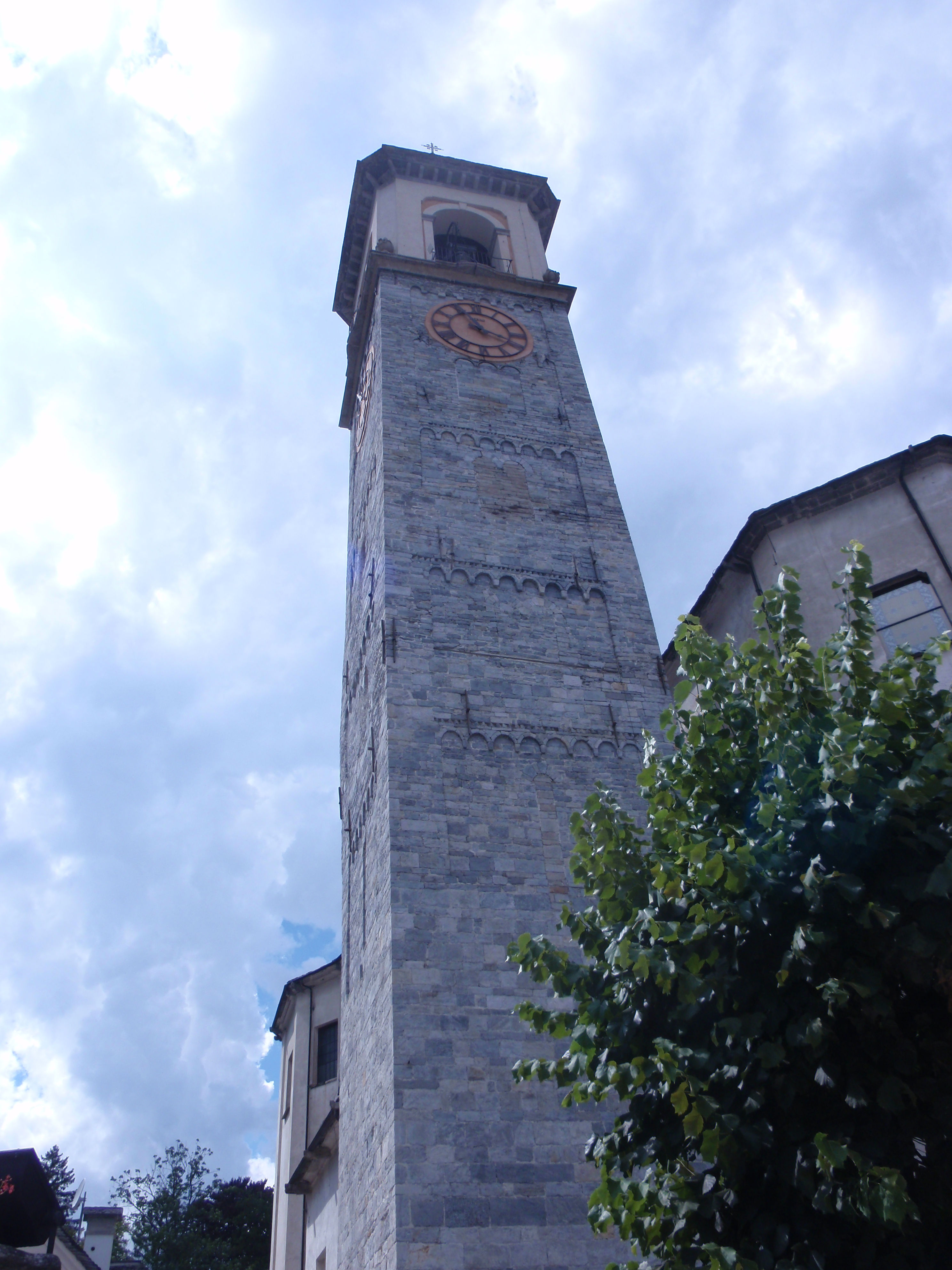
Il campanile millenario di Santa Maria Maggiore

Secondo la tradizione, la prima chiesa di Santa Maria Maggiore fu fondata nel IV secolo da san Giulio di Orta, religioso originario dell'isola di Egina in Grecia, insieme a suo fratello Giuliano. Questa tradizione viene considerata leggendaria dagli storici contemporanei, tuttavia è probabile che il cristianesimo sia giunto a Santa Maria Maggiore intorno al IV secolo.
Situata nel centro storico di Santa Maria Maggiore, la chiesa è strettamente legata alla nascita del paese. Intorno al IV-V secolo, grazie al Capitolo di Domodossola (alla cui Pieve Santa Maria Maggiore apparteneva), fu possibile avere un'unica chiesa parrocchiale per tutte le piccole comunità della Valle Vigezzo. L'edificio, al tempo poco più di una cappella, fu edificato in un luogo disabitato, situato al centro della valle. La zona allora non solo era isolata ma era anche insicura, a causa delle frequenti alluvioni causate dall'incerta idrografia dell'altipiano vigezzino e dal fatto che il Melezzo scorreva più in superficie rispetto ad oggi. Questa posizione, per quanto imparziale, era scomoda a tutti i paesi per cui, dal Mille in avanti, le singole comunità via via diventarono parrocchie indipendenti edificando una chiesa propria.
Alla fine del XI o all'inizio del XII secolo venne ricostruita, o almeno ampliata, in stile romanico, come si desume anche da alcuni elementi architettonici superstiti: il campanile (probabilmente l'edificio più antico della Valle) e alcuni altri resti (una colonna, un orso e un serpente a due teste in pietra ollare, un rosone e poco altro). Solo nel secolo XIII sorsero le prime abitazioni attorno alla chiesa. Oltre ai sacerdoti vi abitavano anche i notai della Valle, in virtù della posizione strategica dell'abitato. Con il tempo la popolazione aumentò: una pergamena del 1267 attesta che al tempo a Santa Maria abitavano 12 famiglie.
Una successiva ristrutturazione effettuata nel 1500 da maestranze lombarde aggiunse alcune finestre dalle eleganti cornici. Nel 1628, grazie al cardinale Federigo, fu donata alla parrocchia una reliquia di San Carlo Borromeo, fortemente voluta dal feudatario della valle, il conte Carlo Borromeo.
Tra il 1733 e il 1742 la popolazione decise di effettuare un completo rifacimento della parrocchiale, finanziato per lo più da Giovanni Paolo Femminis, come ricorda un suo ritratto sopra la porta della sacrestia. Fu consacrata da mons. Aurelio Balbis Bertone, vescovo di Novara, nel 1770.

### Oratorio di San Giovanni Battista
Il piccolo oratorio di San Giovanni Battista, un tempo sede della Confraternita del SS. Sacramento, fu eretto nel 1581 con ingresso sul porticato della chiesa parrocchiale. Durante la ricostruzione di quest'ultima, intorno alla metà del settecento, l'oratorio venne demolito per ingrandire la navata e ricostruito addossato al perimetro settentrionale, dirimpetto alla sacrestia. Il nuovo edificio, grazie alle sue ridotte dimensioni, è utilizzato tuttora per le celebrazioni nel periodo invernale.

## Descrizione

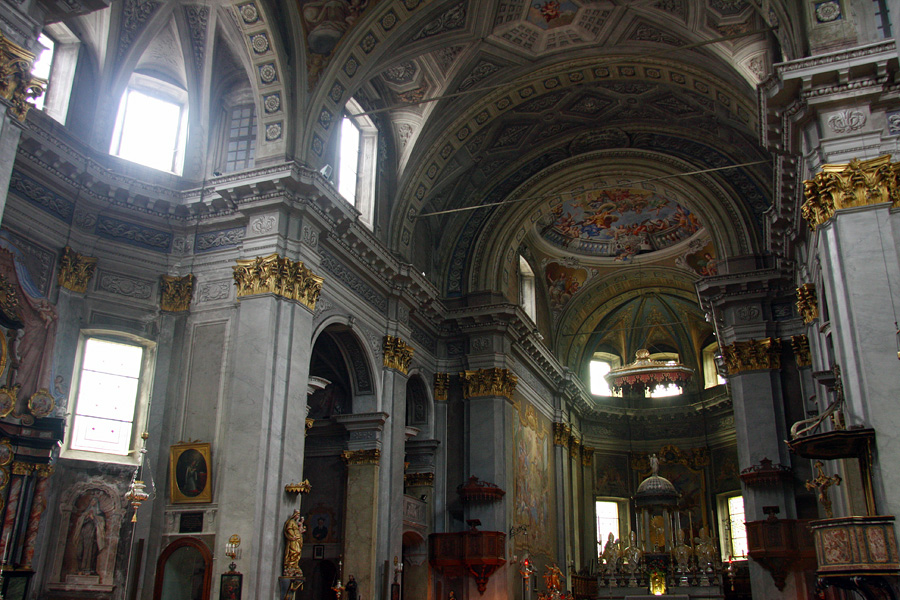
Interno della chiesa parrocchiale di Santa Maria Maggiore

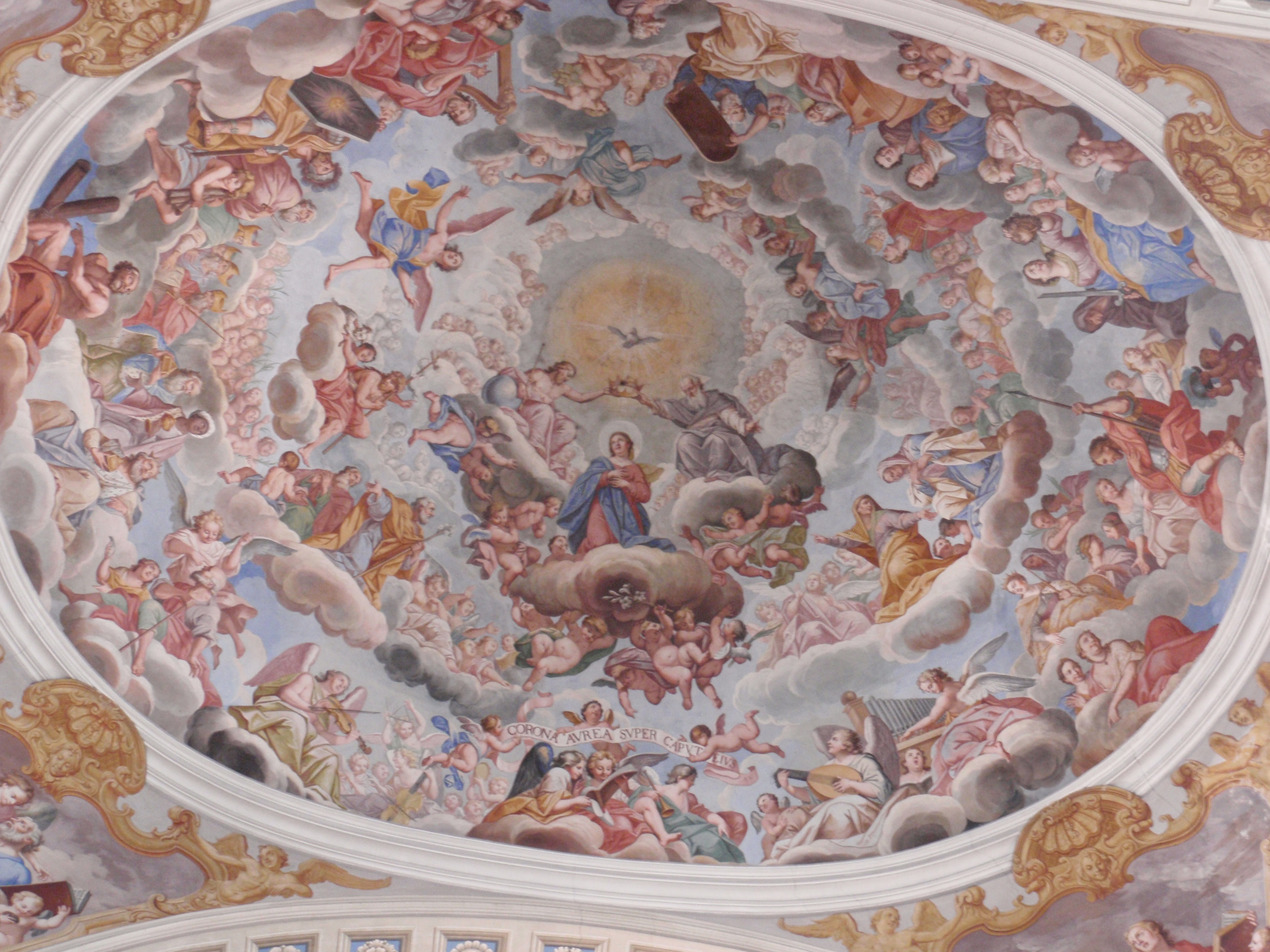
Giuseppe Mattia Borgnis, Gloria di Maria in Cielo. Affresco della cupola centrale della Chiesa Parrocchiale di Santa Maria Maggiore.

La parrocchiale è considerata una delle più belle e grandiose chiese della val Vigezzo, insieme a quella di Craveggia.
La facciata, costruita da semplici blocchi di pietra a vista, è coperta da un ampio portico dove sono presenti ancora elementi superstiti dell'antica chiesa romanica: una serie di archetti pensili che sottolineano il timpano, sostenuti da pilastrini decorati con motivi geometrici scolpiti, e una grande finestra a rosone. L'alto campanile è la più grande struttura romanica rimasta intatta, a eccezion fatta della cella campanaria che è stata rinnovata.

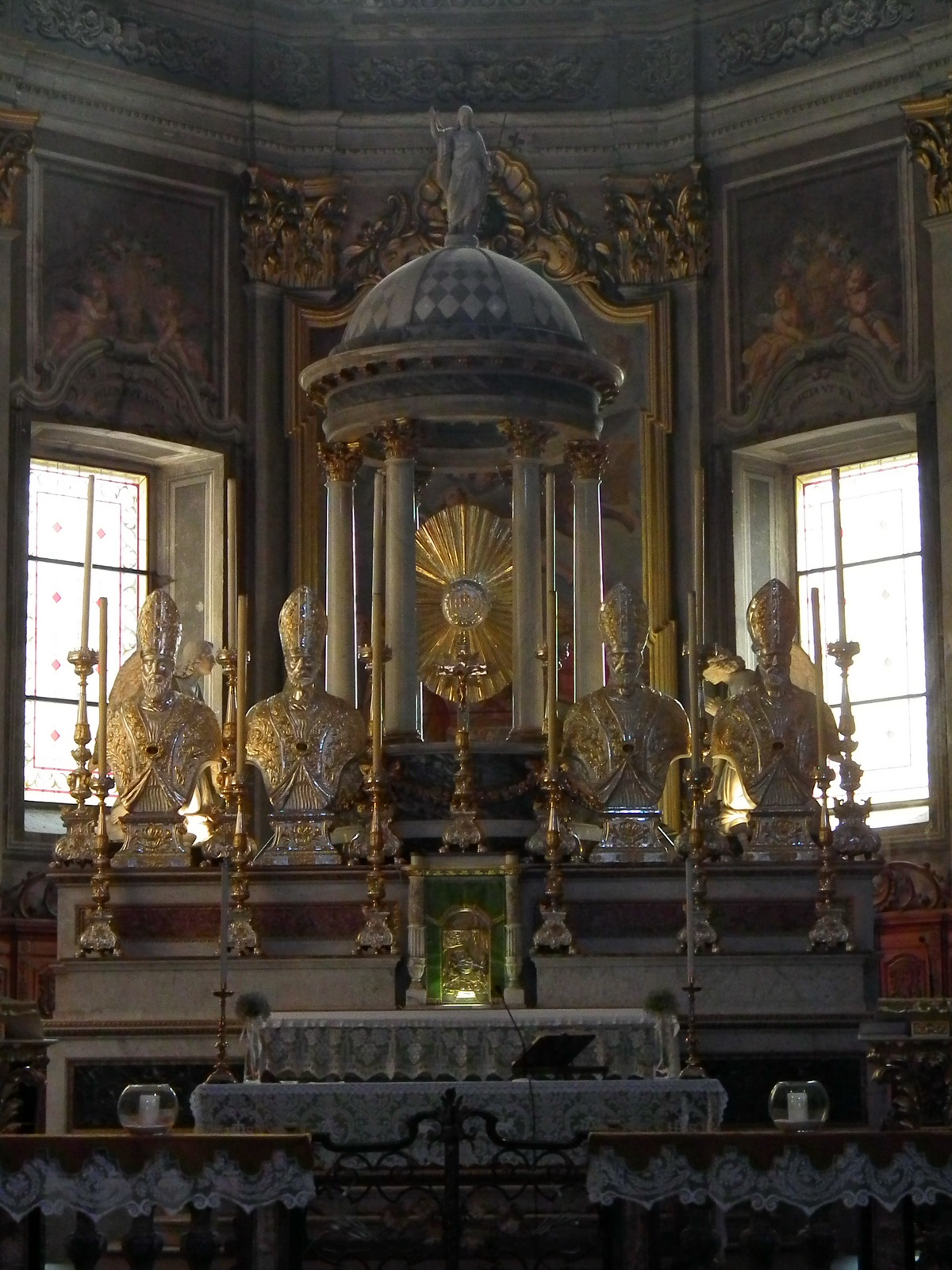
L'altare maggiore

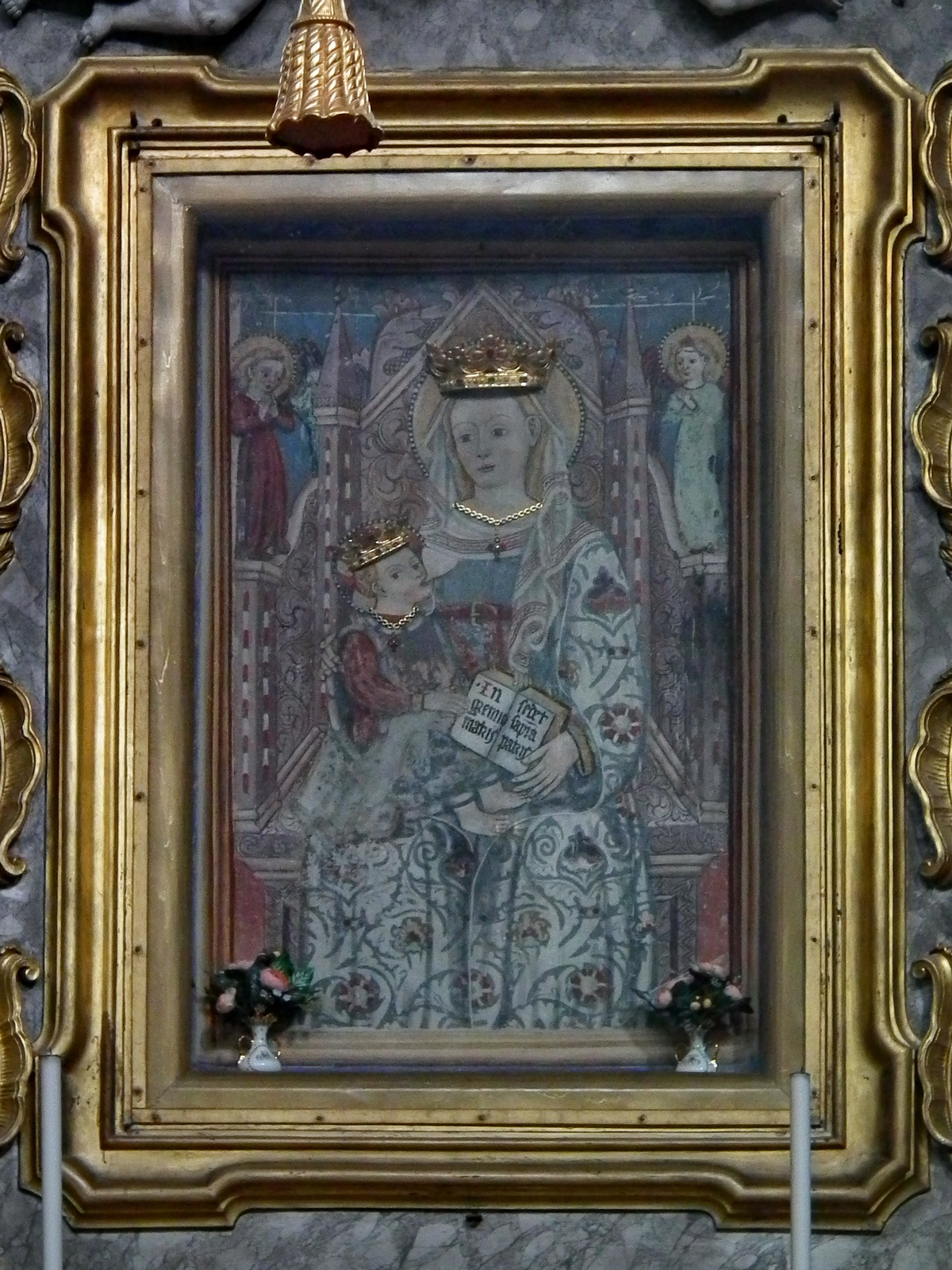
La pala della Madonna del Sangue

L'interno della chiesa è ad una sola navata, con colonne di ordine corinzio, con diverse cappelle laterali.
L'altare maggiore, in marmo di Carrara, sorregge una statua del Redentore ed è circondato da un coro in noce del 1768. Nel catino absidale Giuseppe Mattia Borgnis di Craveggia (1701-1761), uno dei maggiori pittori vigezzini, ha affrescato il "Tripudio di Maria Santissima in Cielo", e nella cupola centrale la "Gloria di Maria in Cielo", affresco composto da più di quattrocento figure. Lorenzo Peretti di Buttogno ha realizzato, intorno alla metà dell'Ottocento, gli affreschi del catino del portico di facciata con l'Assunzione della Vergine (1840). Cristoforo Spigaglia, invece, realizzò le figure in monocromo a chiaro-scuro delle volte e delle pareti interne (1846).
Nelle cappelle laterali troviamo altari dedicati a diversi santi. A destra dell'altare maggiore si trova l'altare del Santissimo Crocifisso, l'altare della Madonna del Rosario e l'altare della Madonna di Re. Quest'ultimo accoglie una pala del Borgnis raffigurante la Madonna del Sangue. A sinistra dell'altare maggiore troviamo l'altare dell'Arcangelo Raffaele, l'altare di San Carlo Borromeo, contenente le reliquie sopracitate, e l'altare della Vergine Immacolata.
Accanto alla porta d'ingresso si trova una fonte battesimale in serpentino, sormontata da una cupoletta in legno artisticamente intarsiata in stile tardo gotico.